# صفحه کارولین
صفحه کارولین (انگلیسی: Caroline Plate) یک صفحه زمین‌ساختی فرعی است که بر روی خط استوا در نیم‌کره شمالی و شمال گینه نو قرار دارد. این صفحه در امتداد مرز صفحه بردز هد و صفحه وولادرک در جنوب یک منطقه فرورانش را تشکیل داده است. مرز شمالی این صفحه با صفحه اقیانوس آرام به صورت ترادیسی است. مرز صفحه کارولین با صفحه دریای فیلیپین، مرز همگرایی است که در حال تبدیل به یک کافت است.